# Parallels Virtuozzo Containers
Parallels Virtuozzo Containers — рішення для віртуалізації на рівні операційної системи, продукт компанії Parallels, Inc. (раніше SWsoft). Дана реалізація дозволяє запускати на одному фізичному сервері безліч ізольованих копій операційної системи, так званих Віртуальних Приватних Серверів (Virtual Private Servers, VPS) або Контейнерів (Container, CT). Існують версії Parallels Virtuozzo Containers для роботи в середовищах Linux і Windows. Версія для Linux частково заснована на відкритих вихідних кодах проекту OpenVZ.

## Опис
- Система була створена і орієнтована на простоту використання. В даний час в Parallels Virtuozzo Containers включено кілька GUI-панелей, які дозволяють власникам VPS і адміністраторам сервера робити безліч операцій. Цікавою є так звана Parallels Power Panel (PPP), яка включена безкоштовно і дозволяє робити безліч дій, таких як: віддалене перезавантаження VPS (навіть якщо сам vps не відповідає), перевстановлення операційної системи (лише у Linux), створення зліпків системи (повний бекап) і відновлення VPS з них, файловий менеджер VPS, повна статистика використання ресурсів, трафіку, управління firewall, можливість моніторингу запущених ресурсів, підключення до VPS по ssh (або віддалений робочий стіл для Windows) через java-аплет. Дана панель доступна на декількох мовах.
- Безліч доступних операційних систем для контейнерів: Fedora, RHEL, Centos, Debian, openSUSE, Ubuntu. FreeBSD та інші *BSD дистрибутиви не підтримуються, через різницю в архітектурі ядра Linux і FreeBSD.
- Підтримка популярних модулів ядра для контейнерів, таких як quota, iptables, tun/tap.
- Функція міграції VPS, яка дозволяє перенести контейнер на інший сервер без тривалого відключення.

## Інші технології віртуалізації
- OpenVZ
- Xen